# Jim & Andy: The Great Beyond
Jim & Andy: The Great Beyond – Featuring a Very Special, Contractually Obligated Mention of Tony Clifton (Brasil: Jim e Andy ) é um documentário dirigido por Chris Smith. O filme segue o ator Jim Carrey enquanto se prepara para reviver Andy Kaufman no filme de 1999, Man on the Moon, dirigido por Milos Forman. O lançamento foi no dia 17 de novembro de 2017, através do serviço de transmissão continua Netflix

## Sinopse
O filme alterna entre uma entrevista contemporânea com Carrey e imagens inéditas do making of do filme Man on the Moon quase 20 anos depois de terem sido feitas.

## Lançamento
O filme estreou no Festival de Cinema de Veneza em setembro de 2017. Mais tarde ainda no mês de setembro, o serviço de transmissão Netflix adquiriu os direitos de distribuição do filme após uma exibição no Festival de Cinema de Toronto. O documentário foi lançado em 17 de novembro de 2017.

## Recepção e críticas
No site de revisão Rotten Tomatoes, o filme alcançou uma classificação de aprovação de 100% com base nas 22 primeiras avaliações que recebeu.  O Metacritic, outro site de revisão, atribuiu ao filme uma pontuação média ponderada de 78 em cada 100, com base em 12 críticas, indicando "revisões geralmente favoráveis".